# Campeonato Asiático de Clubes de Voleibol Feminino de 2023
O Campeonato Asiático de Clubes de Voleibol Feminino de 2023 foi a 23.ª edição deste torneio organizado anualmente pela Confederação Asiática de Voleibol (AVC), disputado entre os dias 25 de abril e 2 de maio, na cidade de Vinh Phuc, no Vietnã.
O anfitrião Sport Center 1 conquistou seu primeiro título continental ao vencer a equipe tailandesa do Diamond Food VC em cinco sets. A ponteira vietnamita Trần Thị Thanh Thúy foi eleita a melhor jogadora do torneio.

## Fomarto de disputa
O torneio foi divido na fase preliminar e na fase final. A fase classificatória é disputada em turno único, com todas as equipes se enfrentando dentro de seu respectivo grupo. A fase final foi constituída pela disputa do título e do terceiro lugar entre as duas melhores equipes de cada grupo da fase classificatória; além da disputa do 5º ao 9º lugar pelas demais equipes restantes.

### Critérios de desempate
1. Número de vitórias
2. Número de pontos
3. Sets average
4. Pontos average

- Partida com resultado final 3–0 ou 3–1: 3 pontos para o vencedor e 0 pontos para o perdedor.
- Partida com resultado final 3–2: 2 pontos para o vencedor e 1 ponto para o perdedor.

## Equipes participantes
As seguintes equipes foram selecionadas a competir o torneio:
| Grupo               | Equipe            | País                                    | Qualificação                                |
| A                   |                   |                                         |                                             |
| ------------------- | ----------------- | --------------------------------------- | ------------------------------------------- |
| A                   | Sport Center 1    | Vietname                                | Equipe do país-sede                         |
| A                   | Paykan Tehran VC  | Irão                                    | Campeão da Liga Iraniana de 2022–23         |
| A                   | Hisamitsu Springs | Japão                                   | Campeão da Liga Japonesa de 2022–23         |
| A                   | King Whale Taipei | Taipé Chinesa                           | Campeão da Liga da Taipé Chinesa de 2022–23 |
| B                   |                   |                                         |                                             |
| Altay VC            | Cazaquistão       | Campeão da Liga Cazaque de 2022–23      |                                             |
| Diamond Food VC     | Tailândia         | Campeão da Liga Tailandesa de 2021–22   |                                             |
| Liaoning Donghua VC | China             | 4.º colocado na Liga Chinesa de 2021–22 |                                             |
| Khuvsgul Erchim VC  | Mongólia          | Campeão da Liga Mongol de 2022–23       |                                             |
| Hip Hing VB Club    | Hong Kong         | Campeão da Liga de Hong Kong de 2022    |                                             |

## Local das partidas
| Vinh Phuc, Vietnã  |
| Vinh Yen Gymnasium |
| ------------------ |
| Capacidade: 2 500  |

## Fase preliminar
|  | Classificado para as semifinais              |
|  | Classificado para a disputa do 5º – 9º lugar |

- Todas as partidas seguem o horário local (UTC+7).

### Grupo A
|     |                   |     | Jogos | Jogos | Jogos | Resultados | Resultados | Resultados | Resultados | Resultados | Resultados | Sets | Sets | Sets  | Pontos | Pontos | Pontos |
| Pos | Equipe            | Pts | T     | V     | D     | 3–0        | 3–1        | 3–2        | 2–3        | 1–3        | 0–3        | V    | P    | R     | V      | P      | R      |
| --- | ----------------- | --- | ----- | ----- | ----- | ---------- | ---------- | ---------- | ---------- | ---------- | ---------- | ---- | ---- | ----- | ------ | ------ | ------ |
| 1   | Sport Center 1    | 8   | 3     | 3     | 0     | 0          | 2          | 1          | 0          | 0          | 0          | 9    | 4    | 2.250 | 295    | 264    | 1.117  |
| 2   | King Whale Taipei | 5   | 3     | 2     | 1     | 0          | 1          | 1          | 0          | 1          | 0          | 7    | 6    | 1.167 | 282    | 264    | 1.068  |
| 3   | Hisamitsu Springs | 4   | 3     | 1     | 2     | 1          | 0          | 0          | 1          | 1          | 0          | 6    | 6    | 1,000 | 258    | 249    | 1.036  |
| 4   | Paykan Tehran VC  | 1   | 3     | 0     | 3     | 0          | 0          | 0          | 1          | 1          | 1          | 3    | 9    | 0.333 | 219    | 277    | 0.791  |

| Data   | Hora  |                   | Placar |                   | Set 1 | Set 2 | Set 3 | Set 4 | Set 5 | Total   | Relatório |
| ------ | ----- | ----------------- | ------ | ----------------- | ----- | ----- | ----- | ----- | ----- | ------- | --------- |
| 25 abr | 19:45 | Paykan Tehran VC  | 2–3    | Sport Center 1    | 22–25 | 25–21 | 18–25 | 25–22 | 10–15 | 100–108 | Relatório |
| 26 abr | 19:30 | King Whale Taipei | 3–2    | Hisamitsu Springs | 16–25 | 25–21 | 25–22 | 24–26 | 15–8  | 105–102 | Relatório |
| 27 abr | 19:30 | Sport Center 1    | 3–1    | Hisamitsu Springs | 25–20 | 17–25 | 25–21 | 25–15 |       | 92–81   | Relatório |
| 28 abr | 19:30 | Paykan Tehran VC  | 1–3    | King Whale Taipei | 14–25 | 10–25 | 25–19 | 18–25 |       | 67–94   | Relatório |
| 29 abr | 16:30 | Hisamitsu Springs | 3–0    | Paykan Tehran VC  | 25–20 | 25–15 | 25–17 |       |       | 75–52   | Relatório |
| 29 abr | 19:30 | King Whale Taipei | 1–3    | Sport Center 1    | 12–25 | 23–25 | 25–20 | 23–25 |       | 83–95   | Relatório |

### Grupo B
|     |                     |     | Jogos | Jogos | Jogos | Resultados | Resultados | Resultados | Resultados | Resultados | Resultados | Sets | Sets | Sets  | Pontos | Pontos | Pontos |
| Pos | Equipe              | Pts | T     | V     | D     | 3–0        | 3–1        | 3–2        | 2–3        | 1–3        | 0–3        | V    | P    | R     | V      | P      | R      |
| --- | ------------------- | --- | ----- | ----- | ----- | ---------- | ---------- | ---------- | ---------- | ---------- | ---------- | ---- | ---- | ----- | ------ | ------ | ------ |
| 1   | Diamond Food VC     | 10  | 4     | 3     | 1     | 2          | 1          | 0          | 1          | 0          | 0          | 11   | 4    | 2.750 | 349    | 280    | 1.246  |
| 2   | Liaoning Donghua VC | 9   | 4     | 3     | 1     | 3          | 0          | 0          | 0          | 1          | 0          | 10   | 3    | 3.333 | 316    | 243    | 1.300  |
| 3   | Altay VC            | 8   | 4     | 3     | 1     | 2          | 0          | 1          | 0          | 0          | 1          | 9    | 5    | 1.800 | 318    | 238    | 1.336  |
| 4   | Khuvsgul Erchim VC  | 3   | 4     | 1     | 3     | 0          | 1          | 0          | 0          | 0          | 3          | 3    | 10   | 0.300 | 217    | 296    | 0.733  |
| 5   | Hip Hing VB Club    | 0   | 4     | 0     | 4     | 0          | 0          | 0          | 0          | 1          | 3          | 1    | 12   | 0.083 | 179    | 322    | 0.556  |

| Data   | Hora  |                     | Placar |                     | Set 1 | Set 2 | Set 3 | Set 4 | Set 5 | Total  | Relatório |
| ------ | ----- | ------------------- | ------ | ------------------- | ----- | ----- | ----- | ----- | ----- | ------ | --------- |
| 25 abr | 13:00 | Khuvsgul Erchim VC  | 0–3    | Liaoning Donghua VC | 15–25 | 13–25 | 9–25  |       |       | 37–75  | Relatório |
| 25 abr | 16:00 | Altay VC            | 3–2    | Diamond Food VC     | 22–25 | 19–25 | 25–22 | 25–14 | 15–11 | 106–97 | Relatório |
| 26 abr | 13:30 | Hip Hing VB Club    | 0–3    | Diamond Food VC     | 8–25  | 12–25 | 12–25 |       |       | 32–75  | Relatório |
| 26 abr | 16:30 | Khuvsgul Erchim VC  | 0–3    | Altay VC            | 12–25 | 9–25  | 11–25 |       |       | 32–75  | Relatório |
| 27 abr | 13:30 | Liaoning Donghua VC | 3–0    | Altay VC            | 25–19 | 25–22 | 25–21 |       |       | 75–62  | Relatório |
| 27 abr | 16:30 | Hip Hing VB Club    | 1–3    | Khuvsgul Erchim VC  | 25–22 | 9–25  | 20–25 | 17–25 |       | 71–97  | Relatório |
| 28 abr | 13:30 | Diamond Food VC     | 3–0    | Khuvsgul Erchim VC  | 25–14 | 25–16 | 25–21 |       |       | 75–51  | Relatório |
| 28 abr | 16:30 | Liaoning Donghua VC | 3–0    | Hip Hing VB Club    | 25–20 | 25–8  | 25–14 |       |       | 75–42  | Relatório |
| 29 abr | 10:30 | Altay VC            | 3–0    | Hip Hing VB Club    | 25–14 | 25–8  | 25–12 |       |       | 75–34  | Relatório |
| 29 abr | 13:30 | Diamond Food VC     | 3–1    | Liaoning Donghua VC | 23–25 | 29–27 | 25–22 | 25–17 |       | 102–91 | Relatório |

## Fase final

### 5º – 9º lugar
- Os resultados e os pontos das partidas entre as mesmas equipes que se enfrentaram na fase preliminar serão levados em consideração para a classificação.

|     |                    |     | Jogos | Jogos | Jogos | Resultados | Resultados | Resultados | Resultados | Resultados | Resultados | Sets | Sets | Sets  | Pontos | Pontos | Pontos |
| Pos | Equipe             | Pts | T     | V     | D     | 3–0        | 3–1        | 3–2        | 2–3        | 1–3        | 0–3        | V    | P    | R     | V      | P      | R      |
| --- | ------------------ | --- | ----- | ----- | ----- | ---------- | ---------- | ---------- | ---------- | ---------- | ---------- | ---- | ---- | ----- | ------ | ------ | ------ |
| 5   | Hisamitsu Springs  | 11  | 4     | 4     | 0     | 3          | 0          | 1          | 0          | 0          | 0          | 12   | 2    | 6,000 | 325    | 221    | 1.471  |
| 6   | Altay VC           | 10  | 4     | 3     | 1     | 3          | 0          | 0          | 1          | 0          | 0          | 11   | 3    | 3.667 | 331    | 219    | 1.511  |
| 7   | Paykan Tehran VC   | 6   | 4     | 2     | 2     | 2          | 0          | 0          | 0          | 0          | 2          | 6    | 6    | 1,000 | 255    | 262    | 0.973  |
| 8   | Khuvsgul Erchim VC | 3   | 4     | 1     | 3     | 0          | 1          | 0          | 0          | 0          | 3          | 3    | 10   | 0.300 | 213    | 296    | 0.720  |
| 9   | Hip Hing VB Club   | 0   | 4     | 0     | 4     | 0          | 0          | 0          | 0          | 1          | 3          | 1    | 12   | 0.083 | 196    | 322    | 0.609  |

| Data   | Hora  |                   | Placar |                    | Set 1 | Set 2 | Set 3 | Set 4 | Set 5 | Total   | Relatório |
| ------ | ----- | ----------------- | ------ | ------------------ | ----- | ----- | ----- | ----- | ----- | ------- | --------- |
| 30 abr | 16:30 | Hisamitsu Springs | 3–0    | Hip Hing VB Club   | 25–9  | 25–9  | 25–15 |       |       | 75–33   | Relatório |
| 30 abr | 19:30 | Paykan Tehran VC  | 3–0    | Khuvsgul Erchim VC | 25–17 | 25–21 | 25–16 |       |       | 75–54   | Relatório |
| 1 mai  | 10:30 | Hisamitsu Springs | 3–0    | Khuvsgul Erchim VC | 25–15 | 25–7  | 25–8  |       |       | 75–30   | Relatório |
| 1 mai  | 13:30 | Paykan Tehran VC  | 0–3    | Altay VC           | 15–25 | 20–25 | 18–25 |       |       | 53–75   | Relatório |
| 2 mai  | 10:30 | Paykan Tehran VC  | 3–0    | Hip Hing VB Club   | 25–18 | 25–21 | 25–19 |       |       | 75–58   | Relatório |
| 2 mai  | 13:30 | Hisamitsu Springs | 3–2    | Altay VC           | 16–25 | 25–21 | 15–25 | 25–18 | 19–17 | 100–106 | Relatório |

### Chaveamento final
|  | Semifinais          | Semifinais      |                |   | Final | Final |
|  |                     |                 |                |   |       |       |
|  |                     |                 |                |   |       |       |
|  |                     |                 |                |   |       |       |
|  | Sport Center 1      | 3               |                |   |       |       |
|  | Sport Center 1      | 3               |                |   |       |       |
|  | Liaoning Donghua VC | 1               |                |   |       |       |
|  | Liaoning Donghua VC | 1               | Sport Center 1 | 3 |       |       |
|  |                     |                 | Sport Center 1 | 3 |       |       |
|  |                     | Diamond Food VC | 2              |   |       |       |
|  | Diamond Food VC     | Diamond Food VC | 2              | 3 |       |       |
|  | Diamond Food VC     |                 |                | 3 |       |       |
|  | King Whale Taipei   | 0               |                |   |       |       |
|  | King Whale Taipei   | 0               | Terceiro lugar |   |       |       |
|  |                     |                 |                |   |       |       |
|  |                     |                 |                |   |       |       |
|  |                     |                 |                |   |       |       |
|  | Liaoning Donghua VC | 3               |                |   |       |       |
|  | Liaoning Donghua VC | 3               |                |   |       |       |
|  | King Whale Taipei   | 1               |                |   |       |       |

### Semifinais
| Data  | Hora  |                 | Placar |                     | Set 1 | Set 2 | Set 3 | Set 4 | Set 5 | Total | Relatório |
| ----- | ----- | --------------- | ------ | ------------------- | ----- | ----- | ----- | ----- | ----- | ----- | --------- |
| 1 mai | 16:30 | Diamond Food VC | 3–0    | King Whale Taipei   | 25–19 | 25–19 | 25–23 |       |       | 75–61 | Relatório |
| 1 mai | 19:30 | Sport Center 1  | 3–1    | Liaoning Donghua VC | 17–25 | 25–23 | 25–18 | 25–16 |       | 92–82 | Relatório |

### Terceiro lugar
| Data  | Hora  |                     | Placar |                   | Set 1 | Set 2 | Set 3 | Set 4 | Set 5 | Total | Relatório |
| ----- | ----- | ------------------- | ------ | ----------------- | ----- | ----- | ----- | ----- | ----- | ----- | --------- |
| 2 mai | 16:30 | Liaoning Donghua VC | 3–1    | King Whale Taipei | 26–24 | 25–20 | 22–25 | 25–21 |       | 98–90 | Relatório |

### Final
| Data  | Hora  |                | Placar |                 | Set 1 | Set 2 | Set 3 | Set 4 | Set 5 | Total   | Relatório |
| ----- | ----- | -------------- | ------ | --------------- | ----- | ----- | ----- | ----- | ----- | ------- | --------- |
| 2 mai | 19:30 | Sport Center 1 | 3–2    | Diamond Food VC | 21–25 | 17–25 | 25–20 | 25–22 | 15–10 | 103–102 | Relatório |

## Classificação final
| Posição | Equipe              |
| ------- | ------------------- |
|         | Sport Center 1      |
|         | Diamond Food VC     |
|         | Liaoning Donghua VC |
| 4       | King Whale Taipei   |
| 5       | Hisamitsu Springs   |
| 6       | Altay VC            |
| 7       | Paykan Tehran VC    |
| 8       | Khuvsgul Erchim VC  |
| 9       | Hip Hing VB Club    |

|  | Equipe classificada para o Campeonato Mundial de Clubes de 2023 |

## Premiações
| Campeonato Asiático de Clubes de 2023 |
| Vietname                              |
| ------------------------------------- |
| Sport Center 1 Campeão (1.º título)   |

### Individuais
As atletas que se destacaram individualmente foram:
| - Most Valuable Player (MVP) Trần Thị Thanh Thúy (SPO) - Melhor oposta Beatriz Carvalho (KIN) - Melhor levantadora Nootsara Tomkom (DIA) - Melhor líbero Nguyễn Khánh Đang (SPO) | - Melhores ponteiras Sasipaporn Janthawisut (DIA) Trần Thị Thanh Thúy (SPO) - Melhor central Kaewkalaya Kamulthala (DIA) |